# Budapest teljes utcanévlexikona
Budapest teljes utcanévlexikona 1998-ban és 2003-ban megjelent kézikönyv a főváros utcaneveiről. Később Ráday Mihály Budapesti utcanevek A–Z címen még egyszer átdolgozta, amit 2013-ban adtak ki.

## Kiadások
Az első kiadást a Gemini Könyvkiadó jelentette meg 1998-ban Budapest egyesítésének 125. évfordulója alkalmából; a javított-bővített másodikat a Sprinter adta ki 2003-ban. Mindkettő Mészáros György helytörténeti kutató gyűjteményére épült, s Ráday Mihály és Buza Péter közreműködésével állt össze kötetté. A 2013-ban ez utóbbiból átdolgozott, új könyvként megjelent Budapesti utcanevek A–Z címmel a Corvina Könyvkiadó jegyezte kiadáson már csak Ráday Mihály neve szerepel szerkesztőként.

## Felépítése
A 2003-ban másodjára kiadott kötet Ráday Mihály hosszú, az utcanévadás és -névváltoztatás történetét ismertető előszavával kezdődik (5–15. o.), amit Mészáros György rövid, a könyv használatát támogató útmutatója követ. A következő fejezet (a 18–37. oldalig) a vonatkozó mai (2003-ban hatályos) jogszabályok szöveghű közlése. A 38–57. oldalig tart a főváros városrészei neveinek magyarázata. A tényleges lexikon az 58. oldaltól az 566.-ig tart. Ezt a korábbi, már nem hatályos jogszabályok ismertetése követi, majd az irodalomjegyzék és a jegyzetek zárják a kötetet.
A könyv szószedetében valamennyi olyan utcanév szerepel, ami Budapesten előfordult, így a régi, ma már nem létező – megszűnt vagy megváltoztatott – elnevezések is. Az utcanevek legtöbbjénél szerepel rövidebb vagy hosszabb leírás a névadóról vagy a névadás körülményeiről, illetve több esetben hosszabb utcanévtörténeti karcolat is található a kötetben. Az egyes tételeknél szerepel a névváltoztatás(ok) tényleges vagy becsült dátuma is, az évszám feltüntetésével.

## Kritikái
Katona Csaba történész-levéltáros az első kiadás kapcsán az életrajzi adatok egymáshoz viszonyított aránytalanságát, és az úgynevezett tollhibák – elírások – jelenlétét kifogásolja, míg az Urbanista blog az utolsó kiadás (Budapesti utcanevek A–Z) a kimaradt utcanevekkel való pótlást, a téves dátumokat és általában a törzsanyag felülvizsgálásának hiányát említi a kézikönyv hiányosságaként.